# قره‌آغاج (رود)
رودخانه قره آغاج یا مُند (سکان) یکی از مهم‌ترین رودخانه‌های استان فارس و (استان بوشهر) با طول ۷۰۰ کیلومتر است سرچشمه‌ی آن کوه تاسک دشمن زیاری است که از شهرستان دشتی  میگذرد و به خلیج فارس می ریزد و از آب آن هم‌اکنون جهت مصارف شرب و کشاورزی استفاده می‌شود. سد سلمان فارسی است.
این رودخانه از به هم پیوستن چشمه‌های کان زرد، چهل چشمه کوهمره و سرخرک در خان زنیان تشکیل می‌شود و پس از خروج از بخش ارژن شیراز و عبور از روستای زیبای قلعه چوبی وارد شهرستان کوار می‌شود و پس از عبور از اراضی زراعی روستای قلعه چوبی، کوار، خفر، سیمکان، قیروکارزین از طریق رود مند وارد خلیج فارس می‌شود. رودهای شور جهرم، سیمکان و شور دهرم در میانه مسیر به این رود می‌پیوندند.
آب این رودخانه (دائمی) است و عرض آن در نواحی کوهستانی ۲۰ متر و در جلگه به ۴۰۰ متر می‌رسد. دبی متوسط سالیانه این رودخانه ۱۸ متر مکعب در ثانیه در ایستگاه تنگ کارزین می‌باشد. حداقل دبی در این ایستگاه ۳٫۵ متر مکعب در ثانیه و حداکثر ۴۳ متر مکعب در ثانیه می‌باشد. در حالت سیلابی آمار ثبت شده نشان‌دهنده دبی ۶٬۰۰۰ متر مکعب در ثانیه نیز می‌باشد.

## نام
«قره» در (زبان ترکی) به معنای سیاه و «آغاج» به معنای چوب است. به این ترتیب قره‌آغاج یعنی چوب سیاه. رود قره‌آغاج در گذشته به سکان و سیتاکوس شناخته می‌شده‌است. چون این رود از دهی قدیمی بعد از کارزین، بنام «سِکّ» می‌گذرد سکان نامیده شده‌است. سیتاکوس نیز نامی تاریخی مربوط به دوران سلوکیان است. بنا به نقل احمد اقتداری، نئارخوس از فرماندهان اسکندر در مسیر رفتنش از کیش به خوزستان از این رود گذشته و سپس به مزامباریا (ریشهر یا بندر کنونی بوشهر) رسیده‌است.
این رود همچنین در مناطق مختلف به نام همان منطقه نامیده می‌شود؛ همانند سیاخ، کوار، خفر، تادوان، کارزین، افزر و باز.

## طول، عرض و دبی

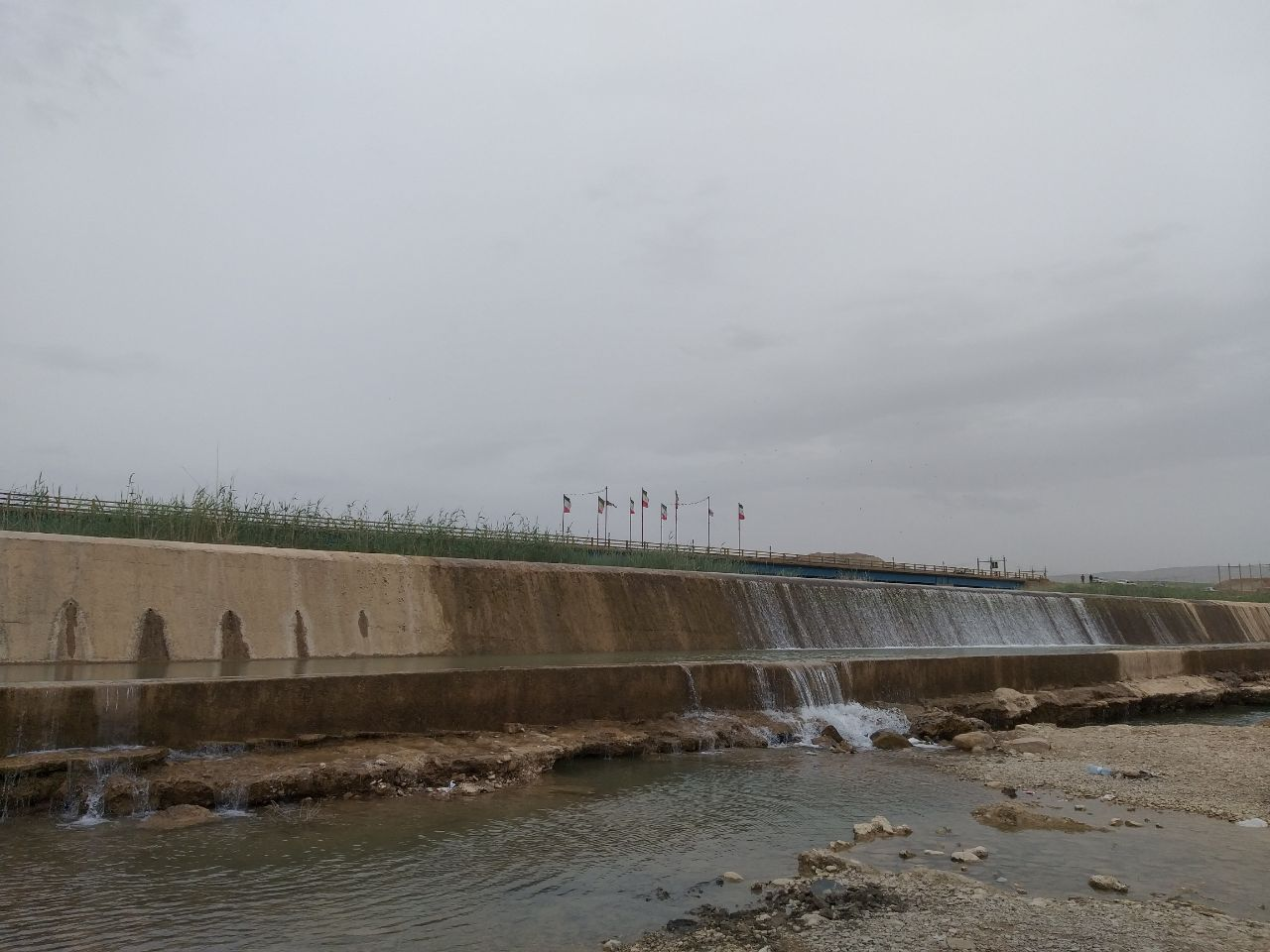
رود قره‌آغاج در کوهمره سرخی

طول این رود از سرچشمه تا خلیج فارس،(حدود ۷۰۰ کیلومتر) تخمین زده می‌شود. رود قره‌آغاج پنجمین رودخانه ایران از نظر طول است. عرض این رودخانه در مناطق مختلف، متفاوت است. این رود در زمین‌های جلگه‌ای، بستر وسیعی می‌یابد و تا عرض ۴۰۰ متر هم وسعت پیدا می‌کند. این در حالی است که در مناطق کوهستانی باریک است و به عرض ۲۰ متر محدود می‌شود.
دبی رودخانه قره آغاج را در ایستگاه تنگه کارزین اندازه‌گیری می‌شود. حداقل دبی برای رود قره‌آغاج ۵/۳ و حداکثر ۴۳ متر مکعب در ثانیه ذکر می‌شود. البته این میزان گاه در حالت سیلابی به ۶۰۰۰ متر مکعب در ثانیه هم می‌رسد. در دهه اخیر به علت برداشت‌های غیرمجاز از آب این رودخانه از طریق زهکشی‌های متعدد، حفر چاه در حریم رود، مسدود کردن چشمه‌های متصل به رود و خشکسالی‌های پیاپی، میزان آب رودخانه قره آغاج کاهش یافته‌است. البته با بارش‌های سال ۹۸، بخشی از کاهش دبی این رود جبران شد.